# Mohamed Ibrahim El-Sayed
Mohamed Ibrahim El-Sayed – es un deportista egipcio que compite en lucha grecorromana. Ganó una medalla de oro en el Campeonato Africano de Lucha de 2016, en la categoría de 66 kg.

## Palmarés internacional
| Campeonato Africano | Campeonato Africano | Campeonato Africano | Campeonato Africano |
| Año                 | Lugar               | Medalla             | Categoría           |
| ------------------- | ------------------- | ------------------- | ------------------- |
| 2016                | Alejandría (Egipto) | Medalla de oro      | 66 kg               |